# Proterocosma
Proterocosma es un género de mariposas de la familia de Cosmopterigidae.

## Especies
- P. aellotrica Meyrick, 1889
- P. anarithma Meyrick, 1889
- P. chionopsamma Meyrick, 1886
- P. dualis Diakonoff, 1954
- P. epizona Meyrick, 1886
- P. marginata Diakonoff, 1954
- P. ochronota Meyrick, 1886
- P. triplanetis Meyrick, 1886